# Peter Grant
Peter Grant (5 de abril de 1935 – 21 de noviembre de 1995) fue un actor y representante artístico británico. Grant administró reconocidas bandas de rock como The Yardbirds, Led Zeppelin y Bad Company, entre otras, y fue además ejecutivo discográfico de Swan Song Records. Grant fue descrito como "uno de los representantes más astutos y despiadados de la historia del rock". Es ampliamente reconocido por mejorar la remuneración y las condiciones de los músicos en sus relaciones con los promotores de conciertos.
Falleció en 1995 al sufrir un paro cardíaco mientras conducía hacia su hogar en Eastbourne.

## Filmografía
- A Night to Remember (1958)
- The Guns of Navarone (1961)
- Cleopatra (1963)
- The Song Remains the Same (1976)
- Carry On Columbus (1992)